# LY-395153
LY-395153 je agonist AMPA receptora.